# 조호표
조호표(1957년 8월 24일 ~)는 빙그레 이글스의 전 야구 선수다. 등번호는 36번이며, 천호상업전수학교를 졸업했는데 당초 대전 대성고등학교를 다녔지만 이 학교가 본인(조호표) 고등학교 1학년이었던 1973년 황금사자기 고교야구 충남예선에서 심판폭행사건을 빚어 팀이 해체되자 천호상전으로 전학가 졸업했다. 통산 성적은 2경기 2.1이닝 ERA 54.00이다. 현재 계룡 사회인 야구팀인 '올드보이'에서 뛰고 있다.

## 같이 보기
- 빙그레 이글스 연도별 선수 명단